# ES Jamoigne
ES Jamoigne is een Belgische voetbalclub uit Jamoigne. De club is aangesloten bij de KBVB met stamnummer 6558 en heeft blauw en wit als kleuren. De club speelde in haar bestaan een paar seizoenen in de nationale reeksen.

## Geschiedenis
De club sloot zich in het begin van de jaren 60 aan bij de Belgische Voetbalbond en ging in de provinciale reeksen spelen. De club klom gestaag op en in 1980 bereikte men voor het eerste de nationale reeksen. Het verblijf in de nationale Vierde Klasse bleef echter beperkt tot een seizoen. Jamoigne werd allerlaatste in zijn reeks en degradeerde weer.
In het begin van 21ste eeuw zou de club nog eens opklimmen. Jamoigne steeg van Tweede naar Eerste Provinciale, waar men in 2007 kampioen werd. Na bijna drie decennia promoveerde de club zo nog eens naar Vierde Klasse. Ook ditmaal kende men er weinig succes. Jamoigne sloot het seizoen 2007/08 af als voorlaatste en zakte opnieuw na een jaar. In 2010 zakte men weer verder weg naar Tweede Provinciale.